# Star Wars: Knights of the Old Republic
Star Wars: Knights of the Old Republic (kurz KotOR) ist eines der frühesten im Star-Wars-Universum angesiedelten Computer-Rollenspiele. Es wurde von der kanadischen Firma BioWare entwickelt und von LucasArts, einer Unterabteilung von Lucasfilm, im Jahr 2003 veröffentlicht.
Das Spiel ist im Star-Wars-Kontext circa 4.000 Jahre vor der Handlung des ersten Filmes Krieg der Sterne angesiedelt. In Knights of the Old Republic übernimmt der Spieler die Kontrolle über einen selbsterstellten Charakter und erkundet mehrere weitgehend frei begehbare Planeten auf der Suche nach fünf antiken Karten, die zum Sith-Lord Malak und dessen Festung führen sollen. Der Großteil der Spielhandlung wird in Dialogen erzählt, in denen der Spieler die Entwicklung seiner Figur sowie die Handlung selbst lenken kann.
Der Titel wurde von der Fachpresse einstimmig positiv aufgenommen. Die Webseite Metacritic, die Testberichte sammelt und auswertet, berechnete für die verschiedenen Plattformen Metawertungen von über 90 von 100 Punkten. Auch kommerziell war der Titel erfolgreich, besonders auf der Videospielkonsole Xbox. Schätzungen gehen von über zwei Millionen verkauften Exemplaren aus.
Der 2005 veröffentlichte Nachfolger Star Wars: Knights of the Old Republic II: The Sith Lords wurde nicht mehr von BioWare, sondern vom amerikanischen Studio Obsidian Entertainment entwickelt.
Im Jahr 2021 kündigten Aspyr Media, Lucasfilm Games und Sony Interactive Entertainment ein Remake für PC und Playstation 5 an.

## Handlung
Die Handlung des Spiels ist in zwei Teile geteilt. Den einen stellt die aktive Spielhandlung dar, an der der Spieler unmittelbar beteiligt ist. Hinzu kommt der Handlungshintergrund, der die Ereignisse vor Einsetzen der Spielhandlung beschreibt. Über diesen Hintergrund ist der Spieler zunächst im Unklaren. Erst durch häufige Interaktion mit anderen Spielfiguren wird der Spieler zunehmend über frühere Geschehnisse informiert.

### Star-Wars-Hintergrund
Knights of the Old Republic ist zeitlich etwa 4000 Jahre vor der Geschichte der Star-Wars-Filme einzuordnen. Es spielt einige Jahre nach den Mandalorianischen Kriegen, einem militärischen Konflikt zwischen dem militaristisch gesinnten Volk der Mandalorianer und der Republik, die die demokratische Führung der Galaxis verkörpert. Die Mandalorianer planten, ihren Einflussbereich zu vergrößern, und überfielen die Republik. Den militärisch überlegenen Angreifern gelang es schnell, weite Teile der Galaxis unter ihre Kontrolle zu bringen.
Zwei Jedi-Ritter, Revan und Malak, entschieden sich, gegen die Mandalorianer ins Feld zu ziehen. Sie führten die Überreste der republikanischen Truppen so, dass sie das Blatt wenden und die Mandalorianer letztendlich besiegen konnten.
Nach Ende des Krieges verschwanden beide Jedi mitsamt ihren Streitkräften spurlos aus der bekannten Galaxis. Monate später kehrten sie zurück, allerdings unter der Flagge der Sith, die alte Feinde der Jedi sind, und begannen damit, selbst gegen die Republik in den Krieg zu ziehen.
Der Jedi-Rat stellte eine Einsatztruppe unter der Führung von Bastila Shan zusammen, um Revans Raumschiff zu entern und den Sith-Lord auszuschalten. Malak begann daraufhin, Revans Schiff unter Beschuss zu nehmen, um ihn und die Jedi zu eliminieren. Allerdings gelang es den Jedi, rechtzeitig mit Revan, der durch den Beschuss außer Gefecht gesetzt wurde, von Bord und vom Schlachtfeld zu fliehen. Im Glauben, dass sowohl Revan als auch einige der mächtigsten Jedi gefallen waren, ernannte sich Malak zum alleinigen Anführer der Sith und setzte den Eroberungsfeldzug fort.

### Spielhandlung
Der Jedi-Rat beraubte Revan nach seiner Verhaftung mithilfe der Macht seiner Erinnerungen und Machtfähigkeiten. An diesen Vorgang sowie die gesamte Zeit davor kann er sich bei Spielbeginn nicht erinnern, er leidet unter einer Art Amnesie.
Im Zentrum der Handlung stehen die Ereignisse um Revan nach seiner Gefangennahme. Auch der Spieler wird zu Beginn nicht über die wahre Identität seines Hauptcharakters aufgeklärt und vergibt stattdessen eine selbst gewählte äußere Erscheinung, ein Geschlecht und einen eigenen Namen. Die Aufdeckung der wahren Identität stellt den zentralen Wendepunkt der Handlung dar. Da das Spiel auf verschiedene Weisen enden kann, legte LucasArts einen Star-Wars-Kanon fest, nach dem Revan männlich war und der hellen Seite folgte.
In den ersten Minuten des Spiels befindet sich Revan an Bord einer Fregatte, die von Sith-Truppen aufgespürt und angegriffen wird. Da die Truppen der Sith überlegen sind, flieht die Besatzung, darunter Revan, der Offizier Carth Onasi und Bastila Shan mithilfe von Rettungskapseln auf den Planeten Taris. Letztere wird nach dem Absturz ihrer Kapsel von einer örtlichen Verbrecherbande, den Schwarzen Vulkar, gefangen genommen.
Carth und Revan versuchen daher, Bastila wiederzufinden und eine Möglichkeit zu entdecken, vom Planeten zu fliehen. Dabei sind sie gezwungen, eine Kaserne der Sith zu infiltrieren und in einen Bandenkrieg einzugreifen. Bei ihren Einsätzen schließen sich ihnen die Twi’lek-Schmugglerin Mission Vao und ihr Freund, der Wookie Zaalbaar sowie der mandalorianische Söldner Canderous Ordo, der in den Mandalorianischen Kriegen selbst gegen die Republik kämpfte, an. Inzwischen erfährt die Gruppe, wo Bastila gefangengehalten wird, in einer Basis der Schwarzen Vulkar. Um sie zu befreien, schließt sich Revan einer rivalisierenden Bande an und tritt für sie bei einem Wettrennen an. Er siegt und gerät schließlich in einen Streit mit dem Anführer der Vulkar, den er daraufhin aus Notwehr tötet.
Nachdem Bastila befreit ist, sammelt sich die Gruppe in ihrem Unterschlupf und berät über die Flucht vom Planeten. Sie entschließt sich dazu, das sich im Besitz des Unterweltbosses Davik Kang befindlichen Schmugglerschiff Ebon Hawk zu stehlen. Während dieses Einsatzes beginnt Malak mit dem Bombardement von Taris, da er nicht riskieren will, dass Bastila flieht. Der Crew der Ebon Hawk gelingt es, dem Beschuss knapp zu entkommen und aus dem Sternensystem zu fliehen.

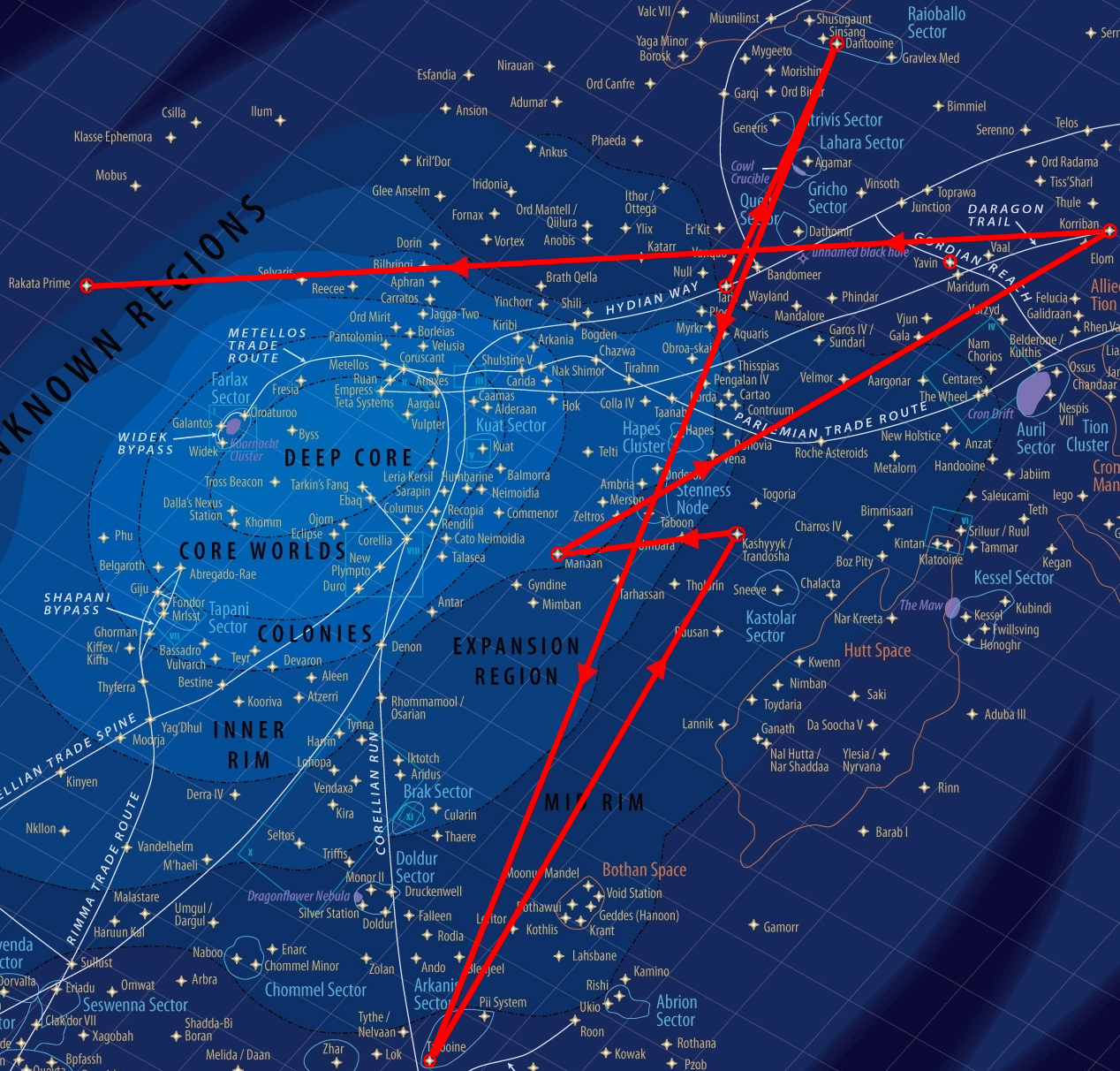
Mögliche Schauplatzabfolge innerhalb der Star-Wars-Galaxie

Die Gruppe reist zunächst zum Planeten Dantooine, wo sich ein Hauptsitz des Jedi-Ordens befindet. Dort erhält Revan eine grundlegende Ausbildung zum Jedi-Ritter und bekommt verschiedene Prüfungsaufgaben gestellt. Bei einer stößt er auf die geflohene Jedi-Schülerin Juhani, die sich der dunklen Seite der Macht angenähert hat. Diese kann Revan entweder davon überzeugen, sich ihm als Jedi anzuschließen, oder niederstrecken. Später findet er in einer Tempelruine eine alte, unvollständige Sternenkarte. Nachdem er die Prüfungen gemeistert hat, wird er zum Jedi-Ritter ernannt. Anschließend wird er mit der Suche nach weiteren vier Karten beauftragt, die den Weg zu einer Waffe der Sith, der Sternenschmiede, zeigen.
Bei seiner Suche bereist Revan nacheinander die Waldwelt und Heimat der Wookies Kashyyyk, den Wasserplaneten Manaan, die alte Sith-Kernwelt Korriban und den Wüstenplaneten Tatooine in beliebiger Reihenfolge und entdeckt die weiteren Teile der Sternenkarte. Unterwegs trifft er hin und wieder auf Truppenverbände der Sith, die Jagd auf ihn und seine Begleiter machen. Außerdem schließen sich ihm weitere Verbündete, wie der im Exil lebende Jedi-Meister Jolee Bindo und der Attentäter-Droide HK-47 an.
Nachdem Revan drei Kartenteile gesammelt hat und zum nächsten Planeten reisen will, wird er mit seinen Begleitern von Malaks Flaggschiff, der Leviathan, abgefangen und eingesperrt. Ihnen gelingt es allerdings, aus dem Gefängnis auszubrechen, jedoch müssen sie Bastila in der Hand von Malak zurücklassen. Bei ihrer Flucht vom Schiff treffen sie auf Saul Karath, einem früheren Admiral der Republik und jetzigen Befehlshaber der Sith-Flotte. Nach einem kurzen Gefecht wird Karath mit seiner Eskorte von Revan und seinen Gefährten überwältigt. Der sterbende Admiral enthüllt daraufhin, dass der Protagonist der ehemalige Sith-Lord Revan ist.
Ohne Bastila und im Wissen, dass ihr Anführer der einstige Darth Revan ist, kann die Gruppe von der Leviathan fliehen und findet auf dem letzten Planeten das fehlende Stück der Sternenkarte.
Mit allen Sternenkarten in seinem Besitz ist Revan in der Lage, die Koordinaten der Sternenschmiede zu ermitteln. Die Gruppe reist daraufhin weiter zur Sternenschmiede, die im Orbit der bis dahin unbekannten Heimatwelt der Rakata schwebt, einer weitgehend ausgestorbenen Spezies, die einst große Teile der Galaxis beherrscht hatte. Ihre Kultur haben die Rakata in Form von Hologrammen und künstlichen Intelligenzen erhalten. Auf einem großen Tempel kommt es zur Konfrontation mit der durch Malaks Folter zur dunklen Seite konvertierten Bastila. Dieser Kampf und Bastilas Überredungsversuche an Revan erfordern die Wahl des Spielers, sich final für die helle oder dunkle Seite zu entscheiden und damit den Ausgang der Spielhandlung zu bestimmen. In jedem Fall infiltriert Revan anschließend mit seinen (verbleibenden) Gefährten die Sternenschmiede und trifft schließlich auf Malak, den er im Duell tötet. Anschließend wird die Sternenschmiede durch eine republikanische Angriffsflotte zerstört, wodurch die Armee der Sith besiegt wird.
In einem alternativen Ende, das eintritt, wenn Revan der dunklen Seite folgt, streckt er Malak nieder, übernimmt daraufhin aber selbst die Kontrolle über die Sternenschmiede und unterwirft mit Hilfe von Bastila, die durch seinen Einfluss sowie die Folter während der Gefangenschaft durch Malak ebenfalls der dunklen Seite verfallen ist, die Republik.

## Spielprinzip

### Allgemein
Kernelement des Spiels ist rollenspieltypisch die Entwicklung der eigenen Figur. Zu Beginn einer Kampagne entscheidet sich der Spieler für eine Spielfigur. Er kann dabei aus drei Klassen, Soldat, Gauner und Späher, wählen. Diese unterscheiden sich im Hinblick auf ihre Kampffertigkeiten. Anschließend erhält der Spieler eine bestimmte Anzahl an Punkten, die er auf seine zentralen Eigenschaften, z. B. Verfassung oder Aufmerksamkeit, verteilen kann. Im Spielverlauf werden diese Eigenschaften konstant ausgebaut. Dazu zählt auch die spätere Wahl einer Jedi-Klasse. Sobald der Spieler eine solche gewählt hat, besitzt er Zugriff auf zahlreiche weitere Fähigkeiten, die als Machtfähigkeiten bezeichnet werden und die Kampfkraft des eigenen Charakters deutlich steigern.
Das Ziel des Spielers ist es, fünf Sternenkarten ausfindig zu machen und die Sternenschmiede, eine Basis der Sith, zu zerstören. Dazu bereist und erkundet er mehrere Planeten, Stationen und Raumschiffe. An beinahe jedem dieser Orte befinden sich zahlreiche Charaktere, mit denen der Spieler auf verschiedene Weise interagieren kann. Oft trifft der Spieler dabei auch auf feindlich gesinnte Personen und Gruppen wie Räuber oder Sith. Dann kommt es zu Kampfsituationen.
Im Verlauf des Spiels baut der Spieler ein Team auf, das ihn bei seinen Einsätzen begleitet. Die Charaktere, die in das Team aufgenommen werden, begegnen ihm an verschiedenen Orten, oft im Verlauf von Missionen. Die Gruppe des Spielers kann bis zu neun Figuren umfassen, die vollwertig spielbar sind. Wenn der Spieler mit seiner Figur Gebiete erkundet, können ihn bis zu zwei Gefährten gleichzeitig zur Unterstützung begleiten. Der Spieler muss hierbei aufgrund der verschiedenen Fähigkeiten und Charaktereigenschaften stets abwägen, welchen Charakter er auf die jeweilige Mission mitnimmt.
Als Hauptquartier des Spielers dient sein persönliches Schiff, die Ebon Hawk. Auf ihr versammeln sich die Charaktere, die sich ihm angeschlossen haben. Einige von ihnen können dem Spieler bestimmte Ausrüstungsgegenstände herstellen, etwa Granaten oder Medizin. Im Cockpit befindet sich eine Karte der Galaxis, mit der er per Mausklick verschiedene Orte bereisen kann. Die Reihenfolge, in der der Spieler Planeten bereist, wird von der Handlung nur teilweise vorgegeben. Im Hauptteil der Kampagne, der Suche nach den Karten, kann der Spieler nach Belieben Planeten besuchen, aber auch verlassen, ohne die jeweilige Karte gefunden zu haben.

### Charakterentwicklung
Im Verlauf des Spiels wird es für den Spieler erforderlich, seine Figur kampfstärker zu machen. Dies geschieht über Levelaufstiege. Diese werden durch das Sammeln von Erfahrungspunkten ermöglicht. Erfahrungspunkte erhält der Spieler durch das Besiegen von Gegnern und für das Erfüllen von Missionen. Bei jeder Aufwertung steht ihm ein Kontingent an Punkten zur Verfügung, mit dem er seine zentralen Merkmale verbessern und neue Fähigkeiten erlernen kann. Auf die gleiche Weise kann er auch die Eigenschaften seiner Begleiter aufwerten.
Das Spiel bietet für jeden Charakter, der der Gruppe des Spielers angehört, eine detaillierte Übersicht über dessen Begabungen und Fertigkeiten. Diese gliedern sich in natürliche Veranlagungen, die mit der Zeit immer weiter ausgebaut werden können, und in einmalig erlernbare Fähigkeiten.
Die Figuren im Spiel besitzen Attribute, Fähigkeiten und Talente. Attribute umfassen die rudimentären Charaktereigenschaften, z. B. die körperliche Kraft. Fähigkeiten stellen feinere Merkmale dar, etwa die Fertigkeit, Wunden zu heilen. Diese beiden Gruppen werden durch Zahlenwerte repräsentiert, die im Verlauf des Spiels gesteigert werden können. Talente sind dagegen einmalig erlernbar. Zu ihnen zählen beispielsweise permanente Angriffs- und Verteidigungsboni sowie besondere Kampfformen.
Die anfängliche Wahl der Klasse besitzt einen direkten Einfluss auf die Entwicklung des Charakters, da die Klassen eigene Fertigkeiten mitbringen und die Entwicklung bestimmter Attribute, Fähigkeiten oder Talente begünstigen.
Für alle spielbaren Charaktere ist eine Skala vorhanden, die anzeigt, wie stark der Spieler der hellen oder der dunklen Seite der Macht zugeneigt ist. Dieses Prinzip entspricht einem System, das sich auch in anderen Rollenspielen findet, es wird in der Regel als Gesinnungssystem bezeichnet. Der Spieler startet mit neutraler Ausrichtung, ist also weder dem Guten noch dem Bösen zugeneigt. Durch Handlungen und Dialoge entscheidet sich, in welche Richtung er sich entwickelt. Verhält der Spieler sich uneigennützig, entwickelt er sich zur hellen Seite, tritt er aggressiv auf, befindet er sich auf dem Weg zur dunklen Seite.
Die Ausrichtung des Spielers beeinflusst seine Möglichkeiten im Kampf. Spieler, die der hellen Seite zugewandt sind, besitzen starke Defensivboni, von denen auch ihre Begleiter profitieren können. Dunkle Charaktere verfügen dagegen über starke Angriffsfähigkeiten.

### Erkundung
Bei seiner Suche nach den Karten erkundet der Spieler mehrere Welten. Um die gesuchte Karte auf einem Planeten zu finden, muss der Spieler in der Regel zunächst die Gebiete erforschen und zahlreiche Aufträge mit wechselndem Umfang erledigen. Die Planeten sind in einzelne, weitläufig gestaltete Abschnitte unterteilt, in denen der Spieler sich frei bewegen kann. Dabei stehen dem Spieler zahlreiche Handlungsmöglichkeiten offen.
In jedem Abschnitt befinden sich zahlreiche Kisten oder vergleichbare Objekte, die der Spieler plündern kann. Der Inhalt dieser Behälter wird mittels eines Zufallsgenerators bestimmt. Meist handelt es sich dabei um Ausrüstungsgegenstände, manchmal auch um Geld. Alle gefundenen Objekte werden in das permanente Inventar des Spielers aufgenommen und stehen ihm fortan zur Verfügung.
In einigen Gebieten gibt es Minispiele, beispielsweise Kartenspiele oder Wettrennen. Diese können bedeutend für Missionen sein, sie dienen aber in erster Linie zum Verdienen von Geld. Geld benötigt der Spieler, um Waffen und Ausrüstung bei Händlern einzukaufen.
In vielen Regionen trifft der Spieler außerdem Zivilisten an, mit denen er auf verschiedene Weise interagieren kann. Oft bitten sie den Spieler in Notlagen um Hilfe. Im Dialog stehen ihm meist mehrere Antwortmöglichkeiten zur Verfügung. Diese variieren in den Fragen, ob er überhaupt Hilfe verspricht oder wie er beabsichtigt, zu helfen. In manchen Dialogen stehen dem Spieler zusätzliche Antwortmöglichkeiten zur Auswahl, wenn er bestimmte Fähigkeiten und Attribute besonders ausgebaut hat. Beispielsweise kann ein Charakter mit starken Überredungskünsten leicht Kaufpreise herunterhandeln. Das Verhalten im Dialog und seine getroffenen Entscheidungen beeinflussen seine Ausrichtung an der Macht. Komplexere Aufgaben können zudem Einfluss auf den künftigen Spielverlauf haben.
Hin und wieder trifft der Spieler außerdem auf Charaktere, die bereit sind, sich ihm anzuschließen. Insgesamt neun Personen können sich ihm als Begleiter anschließen, wovon mit Carth Onasi bereits einer von Anfang an zur Verfügung steht. Weitere sind beispielsweise die Jedi Bastila Shan oder der Astromech-Droide T3-M4. Maximal zwei Begleiter können gleichzeitig mit dem Spieler zu Fuß unterwegs sein. Auch mit seinen Begleitern kann der Spieler durch umfangreiche Dialoge interagieren. Besonders diese Dialoge variieren stark in Abhängigkeit von der Gesinnung, konkreten Entscheidungen oder dem Geschlecht des Spielers.

### Ausrüstung und Bewaffnung

Verschiedene Lichtschwerter

Der Spieler verfügt über ein Inventar, in dem er alle Gegenstände sammelt, die er beim Erkunden entdeckt, gefallenen Gegnern abnimmt, Händlern abkauft oder als Belohnungen für Aufträge erhält. Die Ausrüstungsgegenstände sind vielfältig, sie umfassen Körperpanzer, Masken und Implantate. Die Auswahl bei den Waffen ist ebenfalls groß. Während des Spiels entdeckt der Spieler Klingen, Metallschwerter, Äxte, aber auch Fernkampfwaffen wie Pistolen, Gewehre oder Armbrüste. Die Hauptwaffe des Spielers stellt allerdings das Lichtschwert dar, welches er im Verlauf der Kampagne konstruiert.
Viele Ausrüstungsgegenstände können verbessert und spezialisiert werden, wodurch sich deren Effektivität im Kampf erhöht. Die dazu benötigten Komponenten findet der Spieler ebenfalls in der Spielwelt, entweder in plünderbaren Behältern oder bei Händlern. Darüber hinaus kann er Gegenstände auch zerlegen und mithilfe der daraus gewonnenen Einzelteile neue Objekte konstruieren.

### Kampfsituationen
Oft wird der Spieler beim Durchwandern der einzelnen Orte in Konflikte verwickelt. Dies können Streitigkeiten zwischen Einheimischen sein, in die der Spieler gerät, oder Überfälle durch Piraten und Räuber. Dann kommt es zu Kampfsituationen. Sie beginnen, wenn der Spieler Sichtkontakt zu einem Gegner hat. Dann wird das Spiel pausiert. Über dem Gegner werden drei Schaltflächen sichtbar, mit denen der Spieler seinen Angriff kombinieren kann. Dabei kann der Spieler aus besonderen Nah- und Fernkampfangriffen – abhängig davon, welche Waffe er mit sich führt – und Granatenwürfen wählen. Ist die ausgewählte Spielfigur eine machtbegabte Person, so stehen zusätzlich besondere Machtangriffe und -verteidigungen zur Verfügung. Welche dies im konkreten Fall sind und wie effektiv sie angewendet werden können, hängt von der Entwicklung des Charakters und dessen Gesinnung ab. Figuren mit Fähigkeiten der hellen Seite sind stark darin, sich und ihre Begleiter vor Angriffen zu schützen. Attacken, die der entgegengesetzten Orientierung entstammen, zeichnen sich dadurch aus, große Schäden bei den Gegnern verursachen zu können.
Kämpfe setzen sich aus Runden- und Echtzeitelementen zusammen. Zu Beginn eines Gefechts wird das Spiel pausiert und der Spieler erhält die Möglichkeit, seinen Angriff und den seiner Gefährten zu planen. Hat er dies abgeschlossen, beginnt das eigentliche Kampfgeschehen. Dort führen alle Beteiligten ihre Aktionen parallel in Echtzeit aus. Um die Gruppe im Gefecht erneut zu koordinieren, kann der Spieler das Gefecht jederzeit pausieren und Angriffsbefehle verteilen.
Abhängig von den Eigenschaften eines Charakters besteht bei jeder Attacke eine gewisse Wahrscheinlichkeit, dass der Angreifer sein Ziel verfehlt. Ein kampfstarker Verteidiger ist zusätzlich in der Lage, Angriffe automatisch abzuwehren.

### GUI

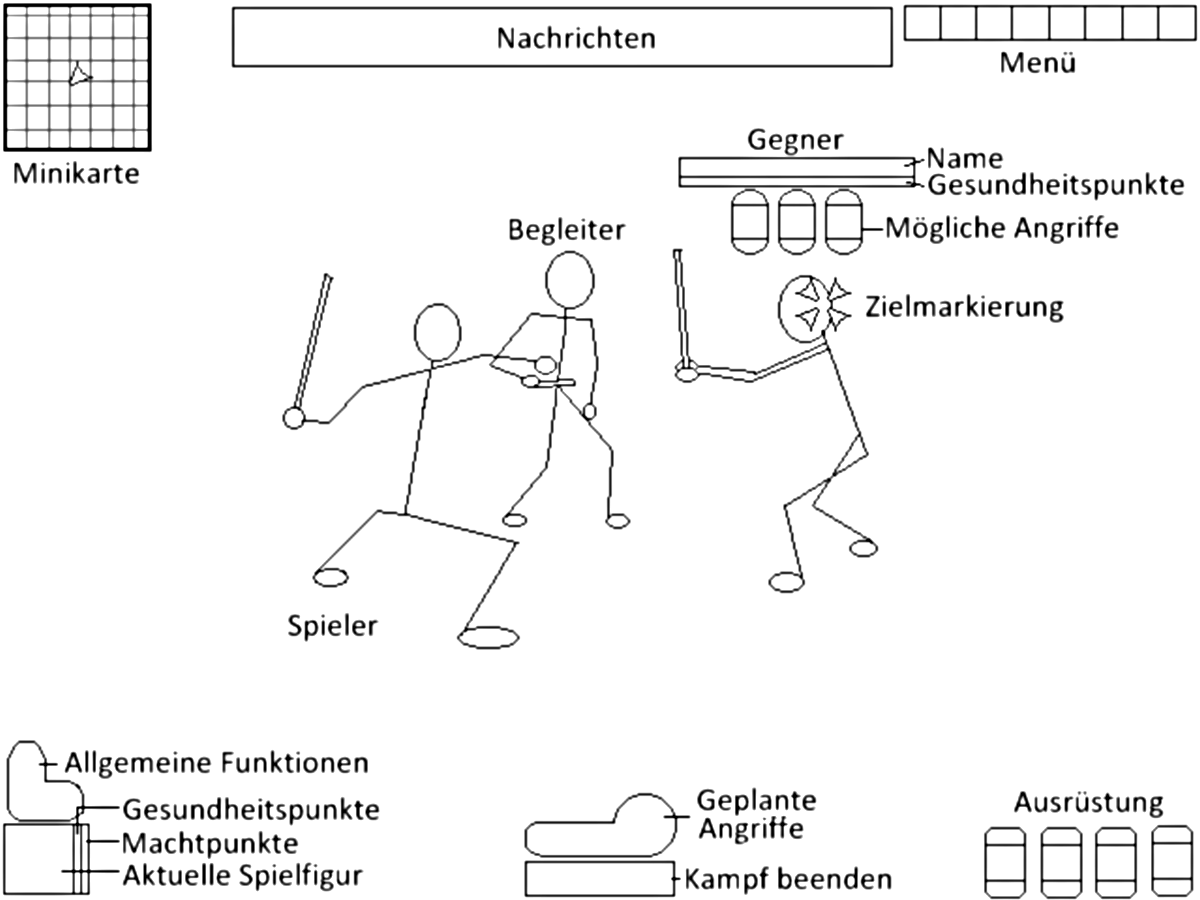
Schematische Darstellung der Benutzeroberfläche in einer Kampfsequenz

Die Benutzeroberfläche zeigt während des normalen Spiels eine verkleinerte Karte des aktuellen Spielgebiets, eine Übersicht über die Mitglieder des aktuellen Teams, Felder, die verfügbare Minen und Schutzschilde anzeigen und Schaltflächen für die wesentlichen Menüfunktionen. Dazu zählen eine Übersicht über die Charaktere, die deren Merkmale und Ausrichtung an der Macht zeigen, sowie ein Bildschirm, in dem die spielbaren Figuren mit Waffen, Körperpanzern und Ähnlichem ausgestattet werden können.
Die Spielfiguren werden durchgängig aus der Third-Person-Perspektive gespielt. Die Kamera befindet sich leicht versetzt hinter der Spielfigur, auf die die Kamera stets ausgerichtet ist. Sie lässt sich auf und ab schwenken sowie um die Figur, die vom Spieler gesteuert wird, drehen.

## Entwicklungsgeschichte

### Entwicklung

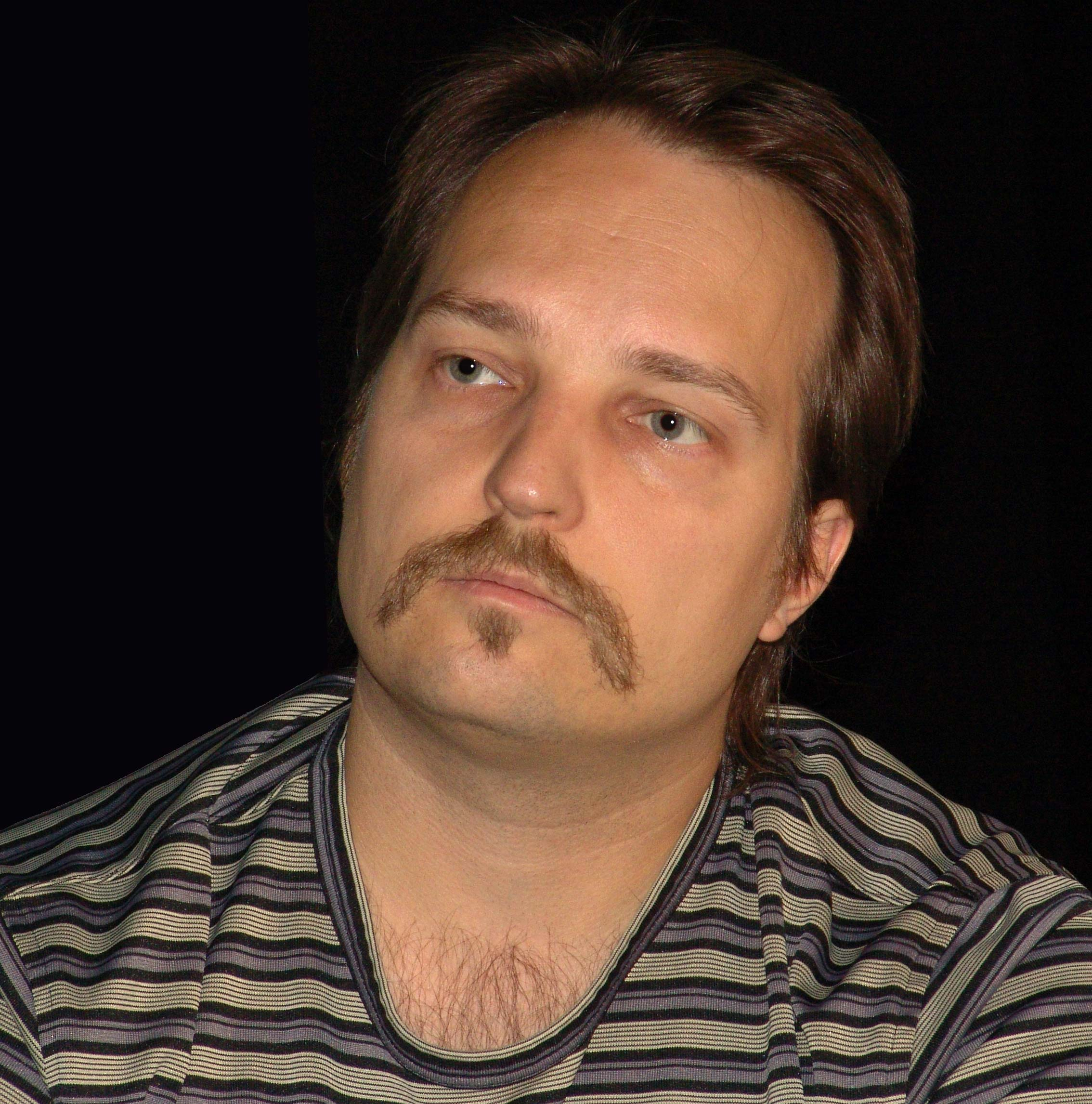
Greg Zeschuk

Für die Entwicklung des Titels zeichnete das kanadische Studio BioWare verantwortlich, das bereits die erfolgreichen Rollenspiele Baldur’s Gate und Neverwinter Nights produziert hatte. Eine erste offizielle Bestätigung der Entwicklung des Spiels erfolgte im Juli 2000 mit der Ankündigung der CEOs von BioWare, Greg Zeschuk und Ray Muzyka, gemeinsam mit LucasArts an einem Star-Wars-Rollenspiel zu arbeiten. Das Spiel stellte eines der ersten dar, die aus der Kooperation von LucasArts als Lizenzgeber und einem namhaften Studio als Entwickler entstanden sind. Zuvor hatte LucasArts entweder selbst entwickelt oder kleinere Studios beauftragt, das Spiel unter enger Begleitung zu entwickeln. Das am Spiel beteiligte Team umfasse etwa 40 Personen. Für die Handlung war maßgeblich der Science-Fiction-Autor Drew Karpyshyn verantwortlich, der bereits seit 2000 an BioWare-Titeln wie Baldur’s Gate 2 mitgewirkt hatte.

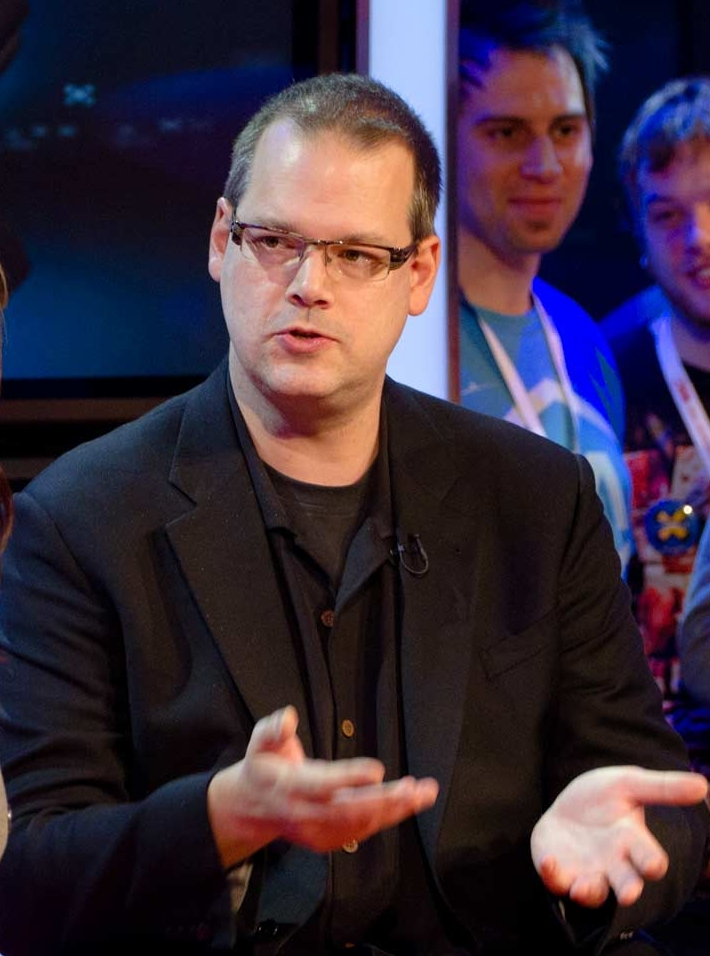
Ray Muzyka

Eines der ersten Details des Spiels, die bekannt gemacht wurden, war die Entscheidung, die Handlung 4000 Jahre vor den Star-Wars-Filmen anzusiedeln. Alternativ bot LucasArts die Handlung von Episode 2 als Basis für den neuen Titel. Die Entwickler sahen allerdings in einem komplett neuen Szenario größeren kreativen Spielraum.
Eine erste offizielle Vorstellung erfolgte während der Spielemesse E3 2001 in Los Angeles. Zu diesem Zeitpunkt befand sich das Spiel seit knapp einem halben Jahr in der Entwicklung. Bei der Präsentation stellte der leitende Entwickler, James Ohlen, einige Konzeptzeichnungen und eine knappe Beschreibung der Szenerie vor. Als angestrebtes Veröffentlichungsdatum gab LucasArts den Winter 2002 an.
Im Mai 2002 wurde eine erste Demoversion für die Xbox veröffentlicht. Ihr Umfang war recht knapp gehalten, sie demonstrierte lediglich den Einstieg ins Spiel, das Schiff des Spielers, ein rudimentäres Charakter-System und das Konzept der Kampfsituationen. Im Herbst 2002 kündigte LucasArts an, dass sich die Entwicklung des Spiels verzögere und es voraussichtlich erst 2003 erscheinen würde.
Die letzte größere Präsentation erfolgte auf der E3 2003. Dort stellten die Entwickler, die bislang eher zurückhaltend mit der Preisgabe von Spieldetails waren, die genaue Funktionsweise des Kampfsystems vor.

### Technik
In technischer Hinsicht stellt der Titel eine Neuentwicklung dar. Während das Kampfsystem an den früheren BioWare-Titel Baldur’s Gate erinnert, wurden die anderen Komponenten von Grund auf neu konzipiert. Alle Objekte und Figuren wurden dreidimensional modelliert. Die Kamera zeigt das Geschehen aus der dritten Person und lässt sich weitgehend frei drehen. Ziel der Entwickler war es, die strategischen Konzepte früherer Rollenspiele mit optisch ansprechenden und actionreichen Szenen zu kombinieren. Eine Schwierigkeit in der Entwicklungsphase stellte es dar, eine ausgewogene Balance aus Grafikleistung und Geschwindigkeit zu finden, da die Spielumgebungen für den damaligen Stand der Technik außergewöhnlich groß und belebt waren.
Für Knights of the Old Republic wurde eine neue Engine mit dem Codenamen Odyssey entwickelt. Diese Engine ist spezialisiert auf die Darstellung von Rollenspielen mit 3D-Grafik. Eine technische Besonderheit ist die Darstellung von feinen Umgebungspartikeln und Natureffekten, etwa Staub und Bewegungen von Gräsern durch Wind. Außerdem ist es die erste Engine von BioWare, mit der ein Rollenspiel für eine Konsole entwickelt wurde. Große Verbreitung fand sie allerdings nicht. Neben Knights of the Old Republic sollte sie nur noch ein Spiel verwenden, der Nachfolger Knights of the Old Republic: The Sith Lords.
BioWare entwickelte Versionen für Windows und für die Xbox. Mike Gallo gab als Grund für die Wahl der Xbox an, dass sich beide Systeme aus technischer Sicht ähnlich seien, wodurch der Entwicklungsaufwand gesenkt werden könne. Ferner war BioWare damit im Begriff, eines der ersten Rollenspiele für die Xbox umzusetzen.
Die Windows-Version verfügt über eine höhere Grafik-Leistung, da sie auf höhere Auflösungen ausgelegt ist. Daher sind die Texturen schärfer und detailreicher. Die Xbox-Version verfügt dagegen über ein optimiertes Rendering-Verhalten, was das Reflexionsverhalten von Oberflächen verbessert.
Teile des Spiels, besonders das Kampfsystem, basieren auf dem d20-System des Spieleherstellers Wizards of the Coast. D20 ist die Basis des Rollenspiels Dungeons & Dragons, das wiederum als Grundlage für die Abläufe moderner Rollenspiele gilt. Das System dient dazu, Grundregeln im Spiel festzulegen und zufällige Spielereignisse anhand dieser Regeln zu berechnen.

### Ton und Synchronisation

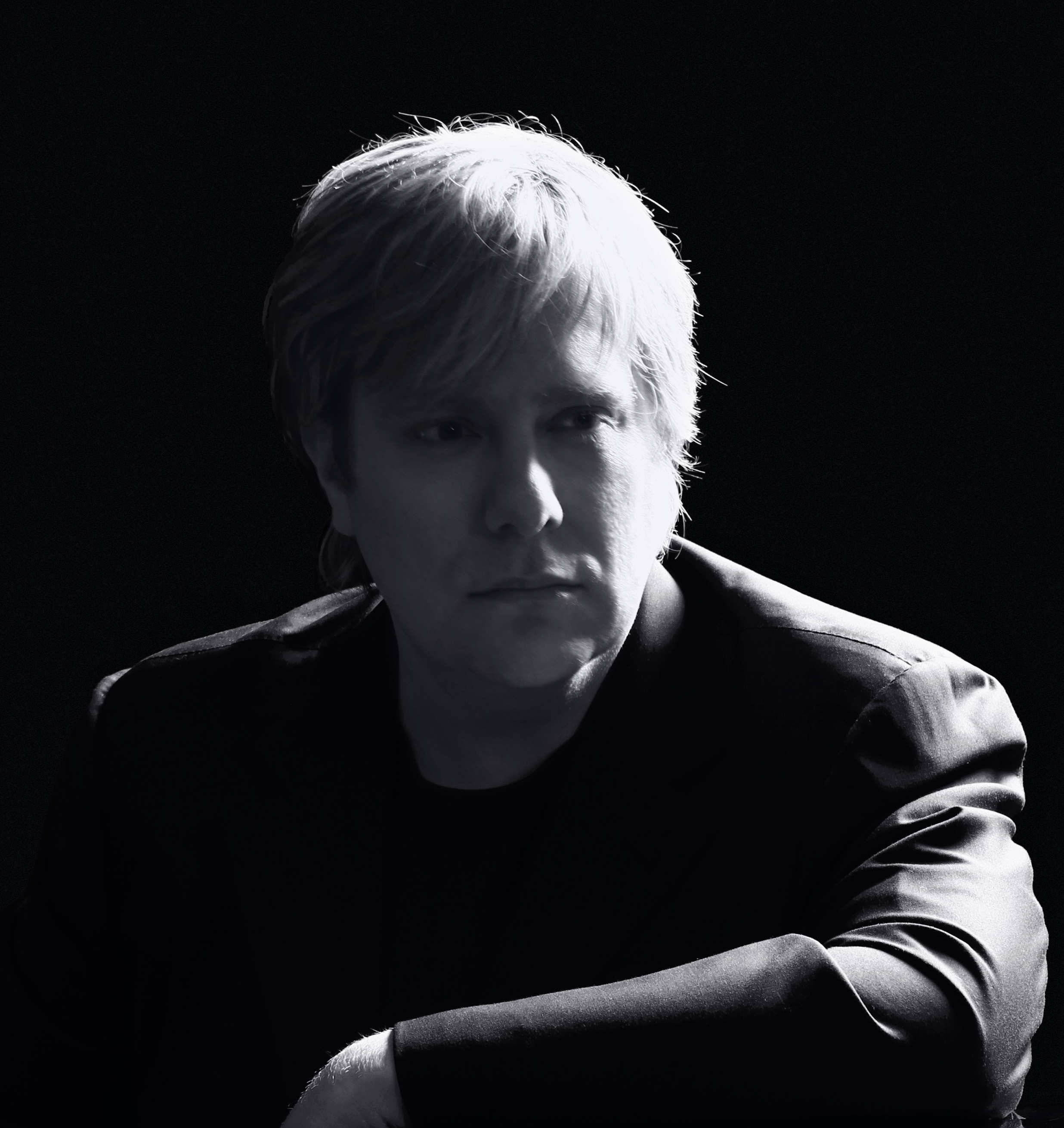
Jeremy Soule komponierte die Spielmusik.

Da Knights of the Old Republic zu einem großen Teil aus Dialogen besteht, wurden umfangreiche Tonaufnahmen hergestellt. Anders als bei den übrigen Elementen des Spiels, leitete LucasArts anstelle von BioWare die Vertonung.
Die Spielmusik komponierte der mehrfach ausgezeichnete Jeremy Soule. In Teilen sollte die Musik auf den Originalstücken von John Williams, dem Komponisten der Filmmusik aller Star-Wars-Teile, basieren. Dennoch sollte das Spiel eine eigenständige Komposition erhalten, um es von den bisherigen Star-Wars-Medien abzugrenzen. Der Produzent, Mike Gallo, kommentierte die Notwendigkeit einer eigenständigen Musik folgendermaßen:

“It will be a Star Wars score, but it will all be original, and probably the things that will remain will be the force themes and things like that. But there’s so much that’s character driven that we can’t really use that stuff.”

„Es wird ein Star-Wars-Soundtrack sein, es wird aber ein eigener sein. Die Dinge, die vermutlich bleiben werden, sind die auf die Macht-Thematik bezogenen Stücke und ähnliches. Allerdings gibt es so viele charakterbezogene Stücke, dass wir diese nicht verwenden können.“

Vor größere Herausforderungen stellten die Tontechniker technische Begrenzungen. Ihnen stand lediglich ein MIDI-System mit acht Megabit pro Sekunde zur Verfügung, sodass es nicht möglich war, das gleichzeitige Spielen eines gesamten Orchesters zu verarbeiten. Dieses Problem umgingen sie durch geschicktes Zusammenmischen einzelner Orchesterinstrumente.
Für die annähernd 300 Charaktere wurden laut Angaben des zuständigen Koordinators bei LucasArts, Darragh O’Farrell, über 15.000 Textzeilen synchronisiert. Etwa 100 professionelle Synchronsprecher und Schauspieler, darunter Ed Asner, Raphael Sbarge, Jennifer Hale, Ethan Phillips und Phil LaMarr, wurden für den englischen Originalton angeworben. Da viele Rollen nur aus wenigen Zeilen Text bestanden, liehen die Sprecher meist mehreren Charakteren ihre Stimme.
Die Tonaufnahmen begannen sechs Monate vor der Beta-Veröffentlichung des Spiels. Das Skript war zu diesem Zeitpunkt beinahe fertig. Später entstandene Abweichungen korrigierten die Tontechniker am Ende der Aufnahmen. Die Aufnahmen wurden innerhalb von fünf Wochen angefertigt, was nach Angaben von O’Farrell ungewöhnlich schnell gewesen sei.
Die folgende Tabelle gibt einen Überblick über die Sprecher der Hauptrollen und deren Funktion im Spiel.

| Charakter      | englischer Sprecher      | deutscher Sprecher    | Rolle                              |
| -------------- | ------------------------ | --------------------- | ---------------------------------- |
| Bastila Shan   | Jennifer Hale            | Céline Fontanges      | Jedi-Ritterin                      |
| Carth Onasi    | Raphael Sbarge           | Till Demtrøder        | republikanischer Soldat            |
| Darth Malak    | Rafael Ferrer            | Holger Mahlich        | Antagonist des Spiels              |
| Canderous Ordo | John Cygan               | Marco Kröger          | mandalorianischer Söldner          |
| HK-47          | Kristoffer Tabori        | Robert Missler        | von Revan erbauter Attentatsdroide |
| Jolee Bindo    | Kevin Michael Richardson | Henry König-Abel      | Jedi-Eremit                        |
| Juhani         | Courtenay Taylor         | Kristina von Weltzien | Jedi-Schülerin                     |
| Mission Vao    | Cat Taber                | Mia Diekow            | auf Taris ansässige Schmugglerin   |
| Meister Vrook  | Ed Asner                 | Jörg Gillner          | Jedi-Meister                       |

## Veröffentlichung

### Markteinführung und Wiederveröffentlichungen
Im Juli 2003 erschien Knights of the Old Republic für die Xbox in Nordamerika. Im September des gleichen Jahres wurde der Titel auch in Europa veröffentlicht. Im November und im Dezember 2003 folgte die Version für Windows, zunächst in Nordamerika und dann in Europa. Diese Version beinhaltet eine laut den Entwicklern verbesserte Menüführung sowie einen zusätzlichen Schauplatz, der neue Charaktere und Ausrüstungsgegenstände bietet. Die Zusätze wurden später auch als zusätzlicher Inhalt über Xbox Live für die Konsolenumsetzung angeboten. Beide Versionen erschienen in physischer Form im Handel. Kurz nach der Veröffentlichung für Windows wurden mehrere Patches veröffentlicht, die einige der von Testern und Spielern kritisierten Programmfehler und Performance-Probleme beheben sollten.
Im September 2004 erschien in Nordamerika und Europa auch eine Portierung für das Apple-Betriebssystem macOS. 2006 erschien der Titel in der fünfteiligen Spielesammlung Star Wars: The Best of PC.  Im Jahr 2012 erschien die Knights of the Old Republic Collection, die Knights of the Old Republic und dessen Nachfolger umfasst.  Im Mai 2013 brachte das auf Macintosh-Portierungen spezialisierte Unternehmen Aspyr eine Version für das iPad heraus. Am 27. Februar 2015 wurde eine Version für den Amazon Fire TV veröffentlicht.

### Verkaufszahlen
Vom Erscheinungstag an erzielte Knights of the Old Republic sehr gute Verkaufszahlen. Bereits innerhalb von vier Tagen konnte LucasArts über 250.000 Kopien der Xbox-Variante absetzen, berichtete Microsoft in einem Finanzbericht. Bis Anfang August waren mehr als 270.000 Kopien verkauft. Simon Jeffery, Präsident von LucasArts kommentierte:

“The game clearly has conquered the North American market and we’re certain it will perform just as well when it launches in overseas territories in the next few weeks.”

„Das Spiel hat eindeutig die nordamerikanischen Märkte erobert und wir sind sicher, dass es sich genauso gut verkaufen wird, wenn es in ein paar Wochen auf Märkten in Übersee startet.“

Später erreichte diese Version auch die Marke von einer Million Einheiten. Aufgrund der guten Absatzzahlen wurde der Titel in die Xbox-Platinum-Serie aufgenommen. Dies ist nur solchen Titeln vorbehalten, von denen über eine Million Einheiten verkauft werden konnten. Laut inoffiziellen Schätzungen konnten von der Xbox-Version insgesamt 2,19 Millionen Einheiten abgesetzt werden. Für die Windows-Version wurden keine offiziellen Zahlen herausgegeben.
In Großbritannien belegte das Spiel in der ersten Verkaufswoche den ersten Platz in den Verkaufscharts. Noch nach einem Monat zählte er dort zu den am meisten verkauften Titeln. In Deutschland belegte die Windows-Version zum Einstieg laut den GfK-Charts den siebten Platz. In Nordamerika rückte sie im Juni 2004 nach einer Preissenkung auf den ersten Platz vor.

## Rezeption

### Vorschauberichte
Erste Berichte zum Spiel wurden bei der kurzen Vorstellung auf der E3 2001 veröffentlicht. So schrieb Amer Anjami, Redakteur bei GameSpot, dass das Spiel einen großen Umfang an interessanten Ideen andeute. Die Grafik sei fortschrittlich, was sich besonders an den Animationen der einzelnen Figuren zeige. Der Autor resümiert, das Spiel habe das Potential, zu einem der besten Star-Wars-Titel zu werden.
In einem späteren Test schrieb Thomas Weiss von der Spielezeitschrift PC Games, dass der Titel außergewöhnlich viel Spielinhalt biete und voraussichtlich mit einer komplexen Handlung aufwarten werde. Ebenfalls umfangreich und tiefgründig seien die gezeigten Elemente des Charakter-Systems. Weniger beeindruckend seien die Spielumgebungen, die der Autor als zu monoton einschätzte.
Bei der letzten größeren Präsentation auf der E3 2003 kommentierten Redakteure das Kampfsystem. Rich Rouse schrieb für IGN, dass dieses deutlich anspruchsvoller ausfalle als bei herkömmlichen Actionspielen. Dem Spieler stünden äußerst viele Angriffsmöglichkeiten zur Verfügung, bei denen es die zentrale Herausforderung darstelle, diese wirkungsvoll zu kombinieren.

### Rezensionen
Knights of the Old Republic erhielt von Spielemagazinen seit der ersten Präsentation großes Lob. Die offiziellen Wertungen nach der Veröffentlichung des Spiels fielen einstimmig positiv aus. Die Xbox-Umsetzung schnitt dabei tendenziell noch etwas besser ab. Die Website Metacritic hat aus 33 Einzelbewertungen einen Durchschnitt von 93 von 100 Punkten für die Windows-Version berechnet. Für die Xbox-Version wurden aus 72 Wertungen 94 Punkte errechnet.
Der Autor Aaron Boulding vom Online-Magazin IGN bezeichnete das Spiel als eines der besten Star-Wars-Spiele aller Zeiten. Es biete eine tiefgründige Handlung mit interessanten Charakteren. Als zentralen Motivationsfaktor des Spiels sieht der Autor die Dialoge. Diese seien auf komplexe Weise verzweigt und miteinander verknüpft, bieten viel Auswahl und regen daher an, das Spiel mehrmals zu spielen. Auch aus technischer Sicht seien sie gut gelungen, die Vertonung sowie die Musik-Komposition stuft Boulding als herausragend ein. Mängel sieht er lediglich in der übrigen technischen Umsetzung des Spiels. Das Spiel leide unter nicht reproduzierbaren Abstürzen und Bildfehlern. Ferner sei die künstliche Intelligenz fehlerhaft. Oft habe sie Schwierigkeiten bei der Wegfindung.
Raymond Padilla von GameSpy vergab für die Xbox-Version die Maximalwertung von fünf Sternen. Die Spielhandlung gestalte das Spiel fesselnd und abwechslungsreich und halte qualitativ mit den Star-Wars-Filmen mit. Allerdings ziehe sie sich gerade am Anfang unnötig in die Länge und beschäftige den Spieler zu oft mit einfachem Hin-und-her-Laufen. Als eine weitere Stärke von Knights of the Old Republic sieht der Autor die Entwicklung des Charakters, die aufgrund der zahlreichen Möglichkeiten dazu anrege, das Spiel öfters durchzuspielen. Die Windows-Version erhielt die gleiche Wertung, der Autor Allen Rausch bewertete den Titel als rundum gelungen, lediglich die Level seien zu monoton gestaltet.
Markus Schwerdtel von der deutschen Spielezeitschrift GameStar lobte, dass den Spielern große Freiheit bei ihrem Vorgehen eingeräumt wird. So lassen sich zahlreiche Abschnitte und Aufgaben auf verschiedene Wege lösen, sodass zu keinem Zeitpunkt Langeweile aufkomme. Die Windows-Version sei ihrem Xbox-Pendant überlegen, da sie über eine präzisere Steuerung und bessere Grafiken verfüge.

### Charaktere
Besondere Aufmerksamkeit erfuhren die Hauptfiguren des Spiels, die teilweise selbst mit Preisen gewürdigt wurden. Viele Autoren stuften die Interaktion mit anderen Figuren als zentrale Komponente des Spiels ein, die auch den größten Teil der Spielmotivation ausmache. In seinem Testbericht lobte Aaron Boulding von IGN die vielschichtigen und einzigartigen Figuren. Besonders der Attentats-Droide HK-47 sei gut gelungen und verfüge über die witzigsten Dialoge. Greg Kasavin von GameSpot schloss sich dem Urteil an und schrieb:

“The most entertaining of the bunch is probably HK-47, who’s like a homicidal and slightly insubordinate C-3PO.”

„Der unterhaltsamste der Gruppe ist vermutlich HK-47, der wie ein mörderischer und leicht ungehorsamer C-3PO ist.“

Kieron Gillen vom Onlinemagazin Eurogamer beschrieb die einzelnen Partner als schön geschrieben und behutsam entwickelt. Sie wecken durchgängig Sympathie und Mitgefühl. Selbst in einem Test der 2013 erschienenen iOS-Version des Spiels schloss man sich dem früheren Lob an. So wurden die Protagonisten noch als einprägsam und für die Faszination des Spiels wertvoll beschrieben.
In einer Zusammenstellung der 100 besten Figuren des Star-Wars-Universums von IGN belegte Bastila Shan den 62. Platz. HK-47 erreichte Rang 38. In einer entgegengesetzten Rangliste stufte Adam Rosenberg von UGO Networks Juhani hingegen als einen der schlechtesten Star-Wars-Charaktere jenseits der originalen Filme ein. Der Autor kommentierte: „Juhani ist weder gut noch schlecht per se. Sie ist lediglich absolut gegenstandslos.“ (“Juhani isn’t really good or bad per se. She’s just utterly pointless.”). Aufmerksamkeit erfuhr sie allerdings in einer Studie. Der Medienwissenschaftler Arne Schröder hob Juhani in einer Studie über Gender und Sexualität in Computerspielen als eine der ersten homosexuellen (Neben-)Figuren in einem Rollenspiel hervor.

### Nominierungen und Auszeichnungen
Da das Spiel flächendeckend gut aufgenommen wurde, erhielt Knights of the Old Republic zahlreiche Nominierungen für Auszeichnungen, von denen es einige auch gewann. Allein im ersten Jahr wurde es mit über 40 Preisen prämiert. Neben Auszeichnungen von verschiedenen Organisationen erhielt der Titel darüber hinaus zahllose Auszeichnungen führender Videospiel-Magazine wie IGN oder GameSpot.
Darüber hinaus wurde er in einigen retrospektiven Bestenlisten gewürdigt. So veröffentlichte beispielsweise das Time Magazine im Jahr 2012 eine Zusammenstellung der 100 besten Videospiele aller Zeiten. Knights of the Old Republic war einer dieser Titel.
| Preisverleihung                    | Kategorie                                                 | Resultat  | Datum         |
| ---------------------------------- | --------------------------------------------------------- | --------- | ------------- |
| Game Developers Choice Awards      | Game of the Year                                          | Gewonnen  | März 2004     |
| Game Developers Choice Awards      | Original Game Character of the Year                       | Gewonnen  | März 2004     |
| Game Developers Choice Awards      | Excellence in Game Design                                 | Nominiert | März 2004     |
| Game Developers Choice Awards      | Excellence in Writing                                     | Gewonnen  | März 2004     |
| British Academy Video Games Awards | Xbox Game                                                 | Gewonnen  | März 2004     |
| Satellite Awards                   | Game of the Year                                          | Gewonnen  | Januar 2004   |
| Satellite Awards                   | Most Innovative Story Design                              | Nominiert | Januar 2004   |
| GameSpot’s Best of 2003            | Best Role-Play-Game 2003                                  | Gewonnen  | Januar 2004   |
| IGN’s Best of E3 2003              | Best PC Game                                              | Nominiert | 22. Mai 2003  |
| IGN’s Best of E3 2003              | Best Roleplay Game                                        | Nominiert | 22. Mai 2003  |
| IGN Xbox’s Game of the Month       | Best Xbox Game                                            | Gewonnen  | 31. Juli 2003 |
| G-Phoria Awards                    | Game of the Year                                          | Gewonnen  | August 2004   |
| G-Phoria Awards                    | Best Adaption                                             | Gewonnen  | August 2004   |
| G-Phoria Awards                    | Best RPG                                                  | Gewonnen  | August 2004   |
| G-Phoria Awards                    | EB Gamers’ Choice                                         | Gewonnen  | August 2004   |
| IGN’s Top 100 Games of all Time    | 27th Best Game of all Time                                | Gewonnen  | 2007          |
| IGN’s Best Games of the Decade     | 3rd Best Game of the Decade                               | Gewonnen  | 2010          |
| Interactive Achievement Awards     | Computer Role-Playing Game of the Year                    | Gewonnen  | März 2004     |
| Interactive Achievement Awards     | Console Role-Playing Game of the Year                     | Gewonnen  | März 2004     |
| Interactive Achievement Awards     | Outstanding Achievement in Character or Story Development | Gewonnen  | März 2004     |
| Interactive Achievement Awards     | Outstanding Achievement in Game Design                    | Nominiert | März 2004     |
| Interactive Achievement Awards     | Outstanding Achievement in Gameplay Engineering           | Nominiert | März 2004     |
| Interactive Achievement Awards     | Console Game of the Year                                  | Nominiert | März 2004     |
| Interactive Achievement Awards     | Outstanding Innovation in Computer Gaming                 | Nominiert | März 2004     |
| Interactive Achievement Awards     | Outstanding Innovation in Console Gaming                  | Nominiert | März 2004     |

### Modifikationen
Für KotOR entwickelten Spieler mehrere Modifikationen, die zusätzliche Figuren, Modelle und teilweise sogar Level hinzufügten. Ein umfangreiches Projekt mit dem Namen Solomon’s Revenge ging so weit, die Kampagne durch eine andere zu ersetzen, die die Vorgeschichte von Knights of the Old Republic erkundet. Dazu fertigten die Entwickler eigene Charaktermodelle, Spielumgebungen und Tonaufnahmen an. In einem Test dieser Modifikation schrieben Andreas Bertits und Marc Brehme für das Magazin PC Games unter anderem: „Die Sprachausgabe ist dermaßen überzeugend, als wären professionelle Synchronsprecher am Werk gewesen.“

### Retrospektive Kritik
In einem 2011 veröffentlichten Test verglich ein Tester vom Magazin Computer and Video Games Knights of the Old Republic mit später veröffentlichten Rollenspielen wie Mass Effect 2. KotOR verfüge, so das Urteil des Autors, über ein besseres Aufgebot an Charakteren und Spielelementen. Ebenso sei die Handlung noch immer spannend und biete eine überraschende Wende. In grafischer Hinsicht sei der Titel deutlich veraltet, für die Freude am Spiel sei dies jedoch keineswegs hinderlich.
Anlässlich der Veröffentlichung des Online-Mehrspieler-Rollenspiels The Old Republic testete Erich Sherman das mittlerweile acht Jahre alte KotOR und setzte es in einen Bezug zu The Old Republic. Das Spiel habe viele Konzepte, die sich in ein Mehrspieler-Spiel übertragen lassen, etwa die Art der Vergabe von Aufträgen. Allerdings sei die Kernkomponente des Spiels, die umfangreichen Dialoge, nur schwer in ein Mehrspielerformat übertragbar. Dies betreffe weniger die Gespräche mit Zivilisten und Auftraggebern, sondern vor allem die Interaktion mit den eigenen Begleitern.

### Bewertung der Neuauflage
Nach rund zehn Jahren erschien eine Neuauflage des Spiels für das mobile System iOS. Die Tests der Fachpresse fielen dabei weitgehend positiv aus. Die Website GameRankings berechnete aus 13 Testberichten eine Metawertung von 89,08 %. Metacritic kam auf einen ähnlichen Wert.
Viele Tester lobten, dass das Spiel noch immer gut sei und vor allem durch eine unterhaltsame und abwechslungsreiche Geschichte glänze. In erster Linie bemängelten Autoren lediglich die teilweise komplizierte Touchpad-Steuerung sowie das Fehlen der deutschen Synchronisation.
Eines der wenigen Magazine, die größere Kritik äußerten, war die skandinavische Publikation Gamereactor. Der Autor kommentierte, dass das Spiel nicht mehr zeitgemäß sei. So sei das Spieltempo im Vergleich zu modernen Titeln deutlich langsamer und monotoner. Ähnlich verhalte es sich mit den Leveln, die auch grafisch nicht mehr auf der Höhe der Zeit seien. Darüber hinaus sei die Steuerung viel zu umständlich und ungenau. An Grafik und Steuerung übte auch Patrik Nordsiek vom Schweizer Magazin GBase in einem Kurztest Kritik. Dennoch sah er das Spiel aufgrund seines Konzepts und seiner Handlung durchaus noch als fesselnd und motivierend an.

## Analyse

### Handlungsstruktur
Der Literaturwissenschaftler Hans Joachim Backe untersuchte die Handlungsstruktur von Knights of the Old Republic. Er schrieb, dass dieser ein dramaturgisch hohes Niveau gelungen sei. Dies sei bei Rollenspielen schwierig zu realisieren, da der Spieler sich durch Nebenmissionen oft vom zentralen Handlungsstrang entferne. KotOR löse dieses Problem, indem es die Nebenaufgaben kurz und punktuell gestalte. Nach diesem Prinzip seien auch die Minispiele gestaltet, die teilweise in die Handlung integriert, mitunter aber auch optional sind. Bei der Einbindung der Begleiter in die Handlung seien die Aufgaben entscheidend, die die Figuren dem Spieler geben. Die Interaktion mit ihnen beeinflusse mitunter tiefgreifend den Handlungsverlauf.
Laut Noah Wardrip-Fruin, einem amerikanischen Professor für Informatik, mache diese Struktur des Aufgaben-Systems die Faszination des Spiels aus. Nicht nur die Fülle an Nebenzielen sei interessant, diese seien auch abwechslungsreich ausgestaltet und erzählen eine eigene kleine Geschichte, die sich oftmals in den Haupthandlungsstrang einfügen. Ein zusätzlicher Anreiz werde durch vielfältige Belohnungen geschaffen, die der Spieler am Ende von Nebenmissionen erhält, da diese gelegentlich neue Lösungswege in der Haupthandlung eröffnen.
In einer Untersuchung über das in Star-Wars-Medien aufgebaute Universum kam der Medienwissenschaftler Andreas Rauscher zu dem Schluss, dass Knights of the Old Republic beide Seiten, die gute und die böse, vergleichsweise ausgeglichen darstelle und auf typische Überzeichnungen der Gegenspieler verzichte. Dies zeige sich beispielsweise darin, dass die in den Filmen üblicherweise stereotyp präsentierten Sith eine ausgestaltete Hintergrundgeschichte erhalten, die aus mehreren Perspektiven beleuchtet werde. Der Linguist und Bildungswissenschaftler James Gee lobte in einer Studie über Computerspiele als Lernmittel die Thematisierung der Felder Identitätsentwicklung und Verantwortung für das eigene Handeln, wobei er besonders die Fragestellung aufwarf, inwieweit der geläuterte Revan für seine früheren Taten als Sith-Lord verantwortlich sein könne.
Die Autoren Kevin und Brent Moberly untersuchten, inwieweit sich mittelalterliche Elemente und Konzepte aus im Mittelalter angesiedelten Spielen in KotOR verwirklicht haben. Ein Beispiel für solche Strukturen sehen sie in dem Aufbau von Taris, das vom Feudalismus geordnet sei. Darüber hinaus seien mittelalterliche Elemente auch in die Aufgabentypen integriert worden, etwa der Kampf gegen eine pestähnliche Krankheit oder das Bewahren einer ländlichen Siedlung vor Angriffen von wilden Tieren. Als einen weiteren Aspekt nennt der Autor die dominante Stellung zweier Orden, der Jedi und der Sith, die im Spiel durch eigene Tempelanlagen, große Anhängerzahlen und Kodizes präsentiert werden.

### Gesinnungssystem
Ein weiterer Gegenstand von Untersuchungen war das Gesinnungssystem des Spiels, speziell das Konzept der Entscheidungsfreiheit. Maßgeblich für die Gesinnung der Spielfigur ist dessen Dialogverhalten. In der Kritik durch Medienwissenschaftler standen in diesem Zusammenhang die verschiedenen Dialogoptionen. Diese bieten dem Spieler in der Regel nur eine beschränkte Auswahl zwischen moralisch, wertneutral und amoralisch. Dies sahen die Autoren als zu vereinfacht und eindimensional an. Tiefgründigere Dialoge, die auch aus ethischen Gesichtspunkten interessant wären, würden so vermieden. Ein weiteres Problem sahen Autoren in der mit dem Gesinnungssystem verbundenen Entwicklung des Charakters. Der Spieler wird umso stärker, je näher er sich einem der beiden Extreme annähert. Ein Orientieren an ethischen Gesichtspunkten und moralischen Diskussionen, was eher zu einem Mittelweg bei der Gesinnung führen würde, scheide so beinahe aus.

## Auf dem Spiel aufbauende Medien
Knights of the Old Republic entwickelte sich zur Basis mehrerer Spiele und Romane. Innerhalb kurzer Zeit verpflichtete LucasArts das Studio Obsidian Entertainment, um einen Nachfolger für den erfolgreichen Titel zu entwickeln. Ebenfalls wurden mehrere Autoren für Buch- und Comicreihen angeworben, darunter John Jackson Miller, Drew Karpyshyn und Paul Kemp.

### Nachfolger

#### Star Wars: Knights of the Old Republic 2: The Sith Lords
Kurz nach der Veröffentlichung von Knights of the Old Republic begann die Entwicklung eines Nachfolgers. Dieser erhielt den Titel Star Wars: Knights of the Old Republic 2 – The Sith Lords und wurde von Obsidian Entertainment konzipiert. Das Spiel erschien am 4. Dezember 2004 für die Xbox in Nordamerika. Die Windows-Version sowie die europäische Xbox-Version folgten Anfang Februar 2005.
The Sith Lords spielt etwa fünf Jahre nach den Ereignissen des ersten Teiles und versetzt den Spieler in die Rolle einer vom Jedi-Orden ausgestoßenen Jedi-Ritterin, die sich Revan im Mandalorianischen Krieg angeschlossen hatte und dafür vom Jedi-Rat verbannt wurde. Eine Besonderheit des Spiels ist das sogenannte Beeinflussungssystem, das dem Spieler ermöglicht, durch Dialog und Verhaltensweise auf die Gesinnung seiner Begleiter einwirken und eine Änderung herbeiführen zu können. Dadurch wandelt sich auch das Verhalten der Begleiter und ihre Einstellung gegenüber dem Spieler.
Der Nachfolger schnitt in Testberichten der Presse leicht schwächer ab. Metacritic berechnete 85 Punkte für die Windows- und 86 Punkte für die Xbox-Version. Durchgängig wurden technische Fehler bemängelt, die teilweise zu schweren Beeinträchtigung beim Spielen führen. Außerdem biete das Spiel spielerisch und grafisch wenig Neuerungen gegenüber dem Vorgänger. Vereinzelt kritisierten Autoren noch, dass die Handlung sich gerade zu Beginn etwas zu sehr in die Länge ziehe. Abgesehen davon sei The Sith Lords wie der Vorgänger ein sehr gutes und motivierendes Rollenspiel.

#### Star Wars: Knights of the Old Republic 3
Nachdem The Sith Lords veröffentlicht worden war, begann Obsidian mit der Arbeit an einem Nachfolger, der mit den beiden Vorgängern eine Trilogie bilden sollte. Allerdings wurde dieser Titel bereits in der frühen Entwicklungsphase – Konzeptzeichnungen und ein grober Verlauf der Handlung waren bereits ausgearbeitet – auf Entscheidung von LucasArts eingestellt. Die Konzeptzeichnungen einzelner Charaktere und Orte wurden in einem Sachbuch veröffentlicht, weitere Details, etwa zur Handlung, blieben allerdings geheim.

#### Star Wars: The Old Republic

Logo von The Old Republic

Auf der E3 2008 in Los Angeles wurde ein neuer Rollenspiel-Titel mit dem Namen Star Wars: The Old Republic (kurz: SWTOR) vorgestellt. Bereits seit zwei Jahren bestanden Andeutungen der Entwickler und zahlreiche Spekulationen von Spielemagazinen. Entwickler war diesmal wieder BioWare, als Herausgeber fungierte LucasArts.
Im Gegensatz zu den vorherigen Teilen ist es allerdings ein reiner Mehrspieler-Titel, ein sogenanntes MMORPG. Die Handlung ist 300 Jahre nach The Sith Lords angesiedelt. Ihr Umfang ist deutlich größer, sie basiert jedoch auf dem gleichen Prinzip aus Aufträgen, Gefechten und Erkundung.

### Bücher- und Comicserien
Neben den Videospielen wurden von verschiedenen Verlagen unter der Leitung der Literaturabteilung von Lucasfilm, LucasBooks, zahlreiche Romane und Comics herausgegeben. In diesen wurde die Handlung des Spiels ausgebaut und weiterentwickelt. Anfang 2006 begann der Verlag Dark Horse Comics damit, eine Comicserie mit dem Titel des Spiels aufzulegen. Nach 50 Bänden wurde die von John Jackson Miller geschriebene Reihe im Jahr 2010 eingestellt. Sie baute in erster Linie den Hintergrund der Spielhandlung auf.
2011 erschien der von Drew Karpyshyn geschriebene Roman Revan in englischer Sprache. Dieser schließt beinahe lückenlos an Knights of the Old Republic an und stellt eine inhaltliche Verbindung zwischen den KotOR-Spielen und The Old Republic dar. Neben Revan erschienen zahlreiche weitere Bücher, die sich mit der Handlung und den Figuren des Online-Spiels befassen.